# Peromyscus
Peromyscus és un gènere de rosegadors. Les espècies d'aquest gènere són ratolins del Nou Món amb una relació distant amb el ratolí domèstic, Mus musculus. Als Estats Units, les espècies de Peromyscus són el gènere de mamífer amb la població més gran.

## Taxonomia
- P. antiquus †
- P. anyapahensis †
- P. attwateri
- P. aztecus
- P. baumgartneri †
- P. beatae
- P. berendsensis †
- Ratolí de cua peluda (P. boylii)
- P. brachygnathus †
- P. bullatus
- P. californicus
- P. caniceps
- P. carletoni
- P. cochrani †
- P. complexus †
- P. cragini †
- P. crinitus
- P. cumberlandensis †
- P. dentalis †
- P. dickeyi
- P. difficilis
- P. eremicus
- P. eva
- P. furvus
- P. gardneri
- P. gossypinus
- P. grandis
- P. gratus
- P. guardia
- P. guatemalensis
- P. gymnotis
- P. hagermanensis †
- P. hooperi
- P. interparietalis
- P. irvingtonensis †
- P. kansasensis †
- P. keeni
- P. kilpatricki
- Ratolí de potes blanques (P. leucopus)
- P. levipes
- P. madrensis
- Ratolí de mans petites (P. maniculatus)
- P. mayensis
- P. maximus †
- P. megalops
- P. mekisturus
- P. melanocarpus
- P. melanophrys
- P. melanotis
- P. melanurus
- P. merriami
- P. mexicanus
- P. minimus †
- P. nasutus
- P. nesodytes †
- P. nosher †
- P. ochraventer
- P. parvus †
- P. pectoralis
- P. pembertoni †
- P. perfulvus
- P. polionotus
- P. polius
- P. progressus †
- P. pseudocrinitus
- P. sarmocophinus †
- P. sejugis
- P. simulus
- P. slevini
- P. spicilegus
- P. stephani
- P. stirtoni
- P. truei
- P. winkelmanni
- P. yucatanicus
- P. zarhynchus